# Casa Santi
Pour les articles homonymes, voir Santi.

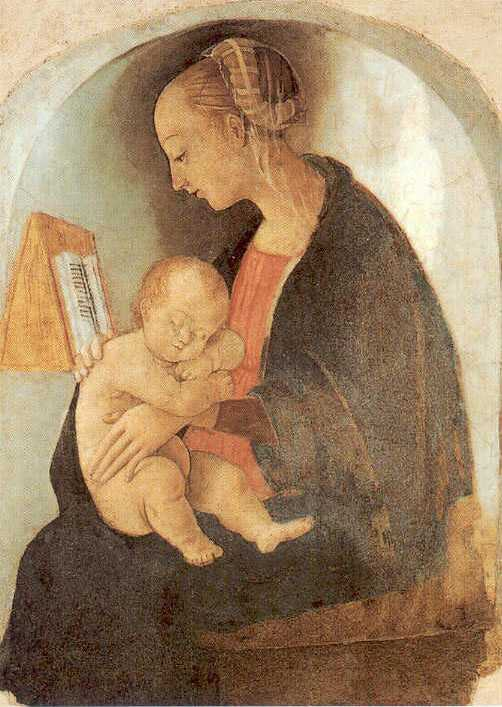
La Madone de Casa Santi, Raphaël

Casa Santi ou Casa natale di Raffaello (En français: « Maison natale de Raphaël ») est un musée d'Urbino.

## Histoire
La Casa Santi est la maison natale du peintre Raphaël né en 1483.
La maison a été construite au XIVe siècle et depuis l'an 1460 elle constituait l'habitation de Giovanni Santi, peintre professionnel, père du célèbre artiste.
En 1637 l'édifice a été acheté par Muzio Oddi, un architecte local et en 1837 elle devint le siège de l'Accademia Raffaello, fondée en 1869 par Pompeo Gherardi. L'académie est à l'initiative de nombreuses études et animations concernant le peintre.

## Description
Le premier étage de la « maison-musée » a été meublé avec des meubles d'époque. Dans le salon, dont le plafond est à caissons, se trouve une Annonciation attribuée à Giovanni Santi ainsi que des reproductions d'œuvres renommées de Raphaël comme La Vierge à la Chaise ou La Vision d'Ézéchiel.
Dans la chambre à coucher, où est probablement né le peintre, se trouve la fresque de La Madone de Casa Santi, une Vierge à l'Enfant attribuée au jeune Raphaël qui aurait ainsi commencé sa série de Madones.
Un dessin attribué à Bramante ainsi qu'une collection de céramiques de la Renaissance complètent l'exposition.
Au second étage, siège de l'Accademia, se trouve une bibliothèque de manuscrits et d'éditions rares ainsi qu'une collection de monnaies et de portraits du XIXe siècle.